# Herzsprung (Album)
Herzsprung ist das zehnte Studioalbum der deutschen Folkrockgruppe Ougenweide. Es erschien am 23. April 2010 unter dem Label Große Freiheit – a division of Bureau B.

## Entstehung
Die Idee für diese CD entstand mit der Begegnung des Gründungsmitgliedes Frank Wulff-Raven und der Schauspielerin und Sängerin Sabine Maria Reiß im Jahr 2000, konnte aber lange nicht umgesetzt werden. Die Kompositionen sind von Frank Wulff-Raven, während Sabine Maria Reiß Texte aus mehreren Jahrhunderten und verschiedenen europäischen Ländern aufspürte und teilweise aus dem Englischen ins Deutsche übertrug. Das Album Herzsprung erschien zum 40-jährigen Bandjubiläum und war das erste Studioalbum nach 14 Jahren. Von den Gründungsmitgliedern der Band wirkten der Sänger und Perkussionist Olaf Casalich und die Brüder Frank und Stefan Wulff mit, dazu die Sängerin Sabine Maria Reiß, der Gitarrist Hinrich Dageför, der Schlagzeuger Martin Engelbach und der Klarinettist und Akkordeonist Krzysztof Gediga. Als Gastmusiker waren Ferdinand von Seebach (Posaune), Leonie Wulff (Gesang) und Angelika Bachmann (Violine) bei einigen Stücken dabei.

## Instrumentierung
Auf Herzsprung werden Instrumente wie Gitarre, Bass und Schlagzeug verwendet, aber auch so ungewöhnliche Instrumente wie Tritonshörner, Kinsho Koto, Dutar, Clavioline, Monochord, Launedda, Fiedel, Nyckelharpa und Waldoline. Fast alle dieser Instrumente werden von Frank Wulff-Raven gespielt. Bei Ein leis und traurig Lied, dessen Text Maria Stuart zugeschrieben wird, sind einige der im Hamburger Museum für Kunst und Gewerbe gesammelten Musikskulpturen der französischen Brüder Baschet zu hören.

## Inhalt
Die CD eröffnet mit dem Prolog Tritons Ruf, einem auf Meerschneckentrompeten geblasenen Stück, das in das namensgebende Instrumentalstück Herzsprung übergeht. Es folgt ein Heilungssegen aus dem 10. Jahrhundert, Phol ende Uuodan, von Olaf Casalich gesungen. Textvorlage ist der zweite Merseburger Zauberspruch; damit knüpft man an eine erfolgreiche Ougenweide-Nummer an. Mit Ein leis und traurig Lied, in dem Maria Stuart als 18-Jährige den Tod ihres Gatten, Francois II., beklagt, wird von Sängerin Sabine Maria Reiß interpretiert.
Mechthild von Magdeburg, eine der wenigen Minnesängerinnen des 13. Jahrhunderts, beschreibt in ihrem Gedicht Dy Minne die Macht der Liebe, die am Jüngsten Tage in der Waage schwerer wiegen wird als die gesamte Erde. Die Musik wurzelt im französischen Une jeune fillette.
Christina Rossetti, Schwester des Malers Dante Gabriel Rossetti, der in der Mitte des 19. Jahrhunderts die Künstlergruppe der Präraffaeliten gründete, ist mit mehreren Texten auf dem Album vertreten. Das Stück Einem Lieben basiert auf zwei Rossetti-Gedichten, die Sabine Maria Reiß ins Deutsche übertrug und zu einem Text zusammenführte. Es folgt mit Uisk flo aftar themo uuatare ein Text aus dem 10. Jahrhundert in Altsächsisch, ein Heilungsgebet für ein Pferd. Der Dansa joioza, ein provenzalisches Tanzlied nach dem Text des Trobadorliedes A l’Entrada, erzählt von der frühlingshaften Aprilkönigin, die über den eifersüchtigen Winterkönig obsiegt. Nach Christina Rossettis Lilien & Rosen über die Vergänglichkeit der Schönheit folgt ein Tanz- und Liebeslied in altem Italienisch, Ella Mia.
Hans Neusidlers Der welsche Tanz, für Knickhalslaute im frühen 16. Jahrhundert komponiert und von Ougenweide schon einmal für das Album Eulenspiegel (1976) bearbeitet, leitet über in ein Lied aus dem Glogauer Liederbuch (um 1470), Ich sachs eins mals, ein kurzer Text über die Liebe und die Endlichkeit allen Lebens. Das dritte Stück nach einem Rossetti-Gedicht ist Echo. Es handelt von der Liebe, die über den Tod hinausgeht. Es führt in das Lied Partite Amore über, ein Abschiedslied, mit dessen Text der Notar Nicholaus Phylippi im Bologna des 13. Jahrhunderts ein Dokument fälschungssicher gemacht hat. Die CD endet mit dem Epilog, einem kurzen Instrumentalstück für Tritonshörner und Kinderklavier.

## Sonstiges
Frank Wulff-Raven starb am 19. März 2010, wenige Wochen vor Veröffentlichung des Albums. Am 4. Juni 2010 gab Ougenweide ein Konzert zur Veröffentlichung des Albums, bei dem Wulff-Ravens Part von drei Musikern übernommen wurde.

## Rezeption
Herzsprung wurde auf den „Babyblauen Seiten“ eine durchgehend „elegische Stimmung“ nachgesagt. Besonders die Leistung der Sängerin Sabine Maria Reiss wurde gelobt, die Musik als „artifizieller Folkrock“ bezeichnet, das Stück Ein leis und traurig Lied als „Art-Pop“. Das Album erhielt 10 von 15 Punkten.

## Titelliste
1. Tritons Ruf – 0:48
2. Herzsprung – 4:38
3. Phol Ende Uuodan – 5:12
4. Ein leis und traurig Lied – 6:53
5. Dy Minne – 3:36
6. Einem Lieben – 5:45
7. Uisk Flo Aftar Themo Uuatare – 5:07
8. Dansa Jojoza – 4:45
9. Lilien & Rosen – 4:51
10. Ella Mia – 3:43
11. Der welsche Tanz – 3:16
12. Ich sachs eins mals – 4:00
13. Echo – 4:31
14. Partite Amore – 4:13
15. Epilog – 1:02